# Alternativa Socialdemòcrata
Alternativa Socialdemòcrata (eslovac Sociálnodemokratická alternatíva, SDA) va ser un partit polític efímer d'Eslovàquia que es va formar el 2002 com a escissió del Partit de l'Esquerra Democràtica dirigida per Peter Weiss, Milan Ftáčnik i Brigita Schmögnerová. A les eleccions legislatives eslovaques de 2002 va obtenir només l'1,8% dels vots i cap escó. En una enquesta del desembre de 2004 encara tenia 0,3% de preferència. El gener de 2005 es va integrar en el nou partit Direcció - Socialdemocràcia.